# Luiz Inácio Lula da Silva

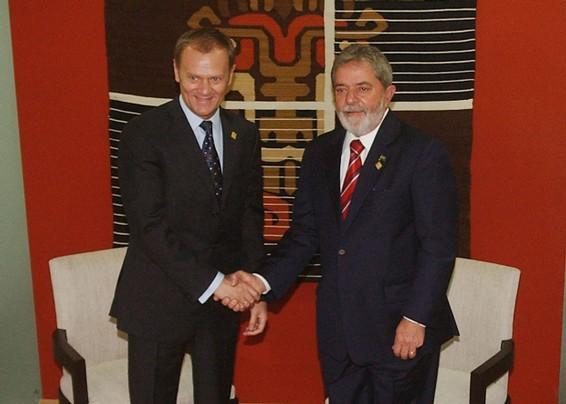
Lula da Silva podczas spotkania z Donaldem Tuskiem, 16 maja 2008

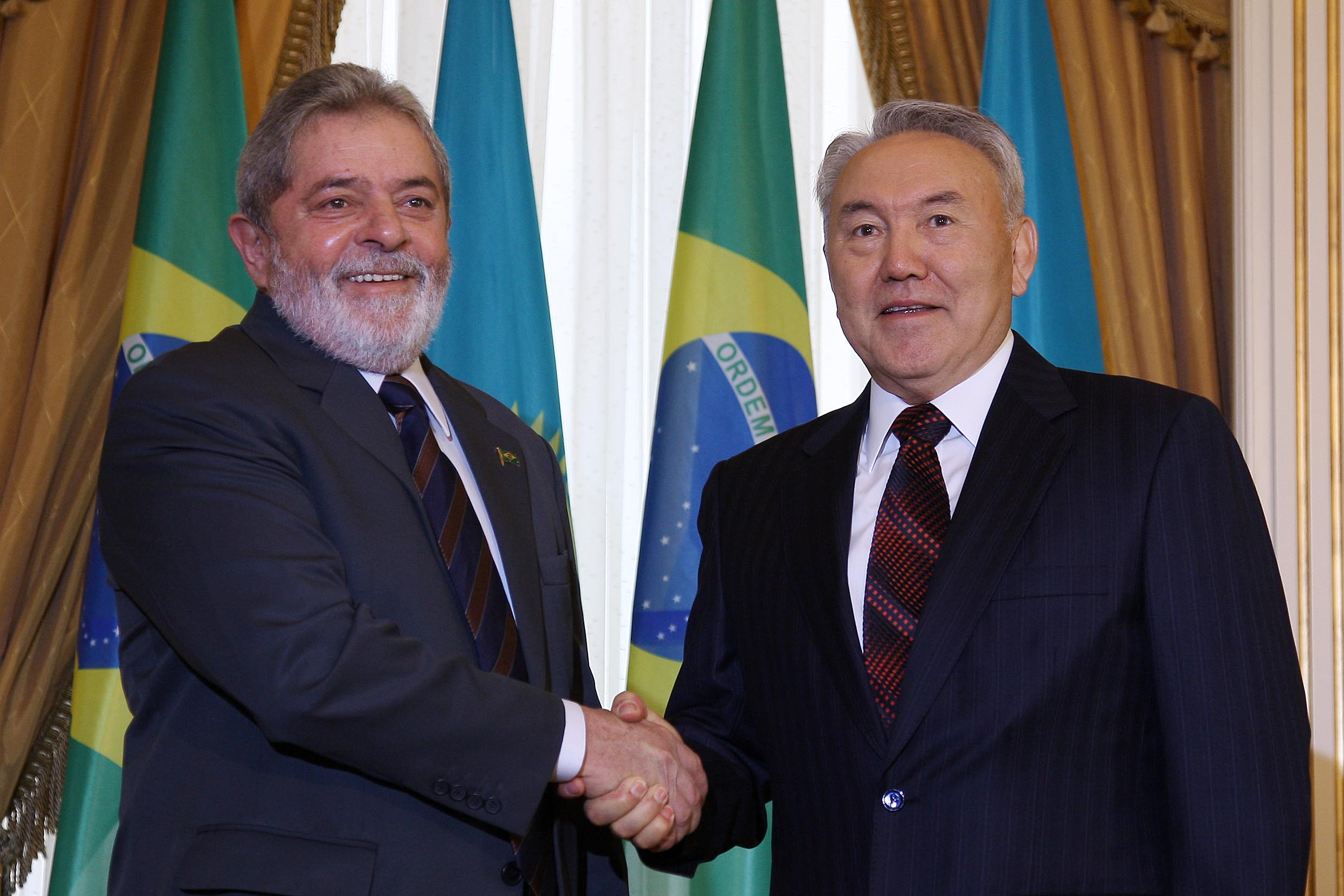
Luiz Inácio Lula da Silva i Nursułtan Nazarbajew, 17 czerwca 2009

Luiz Inácio Lula da Silva (wym. [luˈiz iˈnasju ˈlulɐ da ˈsiwvɐ], ur. 27 października 1945 w Caetés jako Luiz Inácio da Silva), znany jako Lula – brazylijski polityk, członek Partii Pracujących, prezydent Brazylii w latach 2003–2010 i ponownie od 1 stycznia 2023.

## Życiorys

### Dzieciństwo i młodość
Jako data urodzenia podawany jest 6 października. Jednak według słów polityka, opierającego się na pamięci matki, faktycznie urodził się on 27 października 1945 roku. Pochodził z wielodzietnej rodziny robotników rolnych z Pernambuco, był ostatnim z siedmiorga dzieci. Wychowywał się bez ojca, który porzucił matkę. Po skończeniu czterech klas szkoły podstawowej zaczął (w wieku 11 lat) pracować jako robotnik niewykwalifikowany, m.in. pucybut, goniec, sprzedawca, pracownik pralni i tokarz.
W latach 70. zaangażował się w działalność lewicowych związków zawodowych; aktywność ta wiązała się z ryzykiem ze względu na panujący w Brazylii reżim wojskowy. W wypadku przy pracy stracił palec. Od 1972 był jednym z przywódców ruchu związkowego. Organizował masowe protesty i strajki, był więziony.
W 1980 jako przywódca związku zawodowego metalowców kierował nielegalnym strajkiem generalnym. Za organizację strajku został skazany na trzy lata więzienia, ale ostatecznie wyrok uchylono w sądzie apelacyjnym. W tym samym roku wraz z grupą innych liderów związkowych oraz intelektualistów współtworzył lewicowe skrzydło Partii Pracujących (Partido dos Trabalhadores). Od 1982 używa przydomku „Lula” jako oficjalnego nazwiska. Brał udział w kolejnych kampaniach społecznych, które doprowadziły ostatecznie do ustąpienia władz wojskowych i zmiany konstytucji (m.in. wprowadzono powszechne wybory prezydenckie). Od 1986 zasiadał w parlamencie.

### Prezydent Brazylii (2003–2010)
Od 1989 brał udział w czterech kolejnych wyborach prezydenckich jako kandydat Partii Pracujących. 27 października 2002 pokonał w wyborach prezydenckich José Serrę z Brazylijskiej Partii Socjaldemokratycznej, zdobywając 61% głosów. Urząd objął 1 stycznia 2003, został ponownie wybrany w wyborach 29 października 2006 (uzyskał 60% poparcia) i pozostał prezydentem do 31 grudnia 2010.
Jako prezydent wprowadził szeroko zakrojony program reform prospołecznych, które przy zachowaniu kapitalistycznego ustroju gospodarczego służyły wyrównywaniu nierówności społecznych. Jego rządy przypadły na czas rozwoju gospodarczego i umożliwiły awans społeczny dużym grupom ludności. Lula opuszczał urząd prezydencki z poparciem społecznym na poziomie 80%. Jego następcą została Dilma Rousseff. Lula planował ubieganie się o urząd prezydencki w 2018 roku.

### Oskarżenia o korupcję
W 2014 r. wszczęto śledztwo w sprawie korupcji wśród najwyższych urzędników państwowych, polityków i przedstawicieli wielkiego biznesu. Dwa lata później Lula także stał się obiektem śledztwa, które już wcześniej doprowadziło do skazania ponad 80 osób. 12 lipca 2017 r. został nieprawomocnie skazany za korupcję (przyjęcie łapówek wartych 1,2 mln dol.) na 9,5 roku więzienia. W chwili skazania był liderem sondaży przed wyborami prezydenckimi zaplanowanymi na 2018 rok. 24 stycznia 2018 roku sąd drugiej instancji podtrzymał wyrok skazujący, zwiększając karę do 12 lat i 1 miesiąca pozbawienia wolności. 8 kwietnia tego samego roku da Silva rozpoczął odsiadywanie wyroku 8 lat i 10 miesięcy pozbawienia wolności w więzieniu w Kurytybie.
Po tym jak pod koniec sierpnia 2018 r. sąd zakazał Luli startu w wyborach w związku z oskarżeniami o korupcję, 11 września ten wycofał się z wyborów prezydenckich i przekazał swoje poparcie Fernandowi Haddadowi, który był dotychczas jego kandydatem na wiceprezydenta. Po tym, jak Sąd Najwyższy Brazylii orzekł, że przepisy kodeksu karnego przewidujące skierowanie skazanego do więzienia przed wyczerpaniem wszystkich możliwości odwoławczych są niezgodne z Konstytucją, 8 listopada 2019 r. da Silva został zwolniony z więzienia.
8 marca 2021 roku sędzia Sądu Najwyższego Edson Fachin unieważnił wyroki skazujące Lulę i orzekł, że wydział sądu w Kurytybie nie powinien był w ogóle prowadzić sprawy. W kwietniu 2021 r. to orzeczenie zostało potwierdzone przez większość Sądu Najwyższego Brazylii.

### Prezydent Brazylii (od 2023)

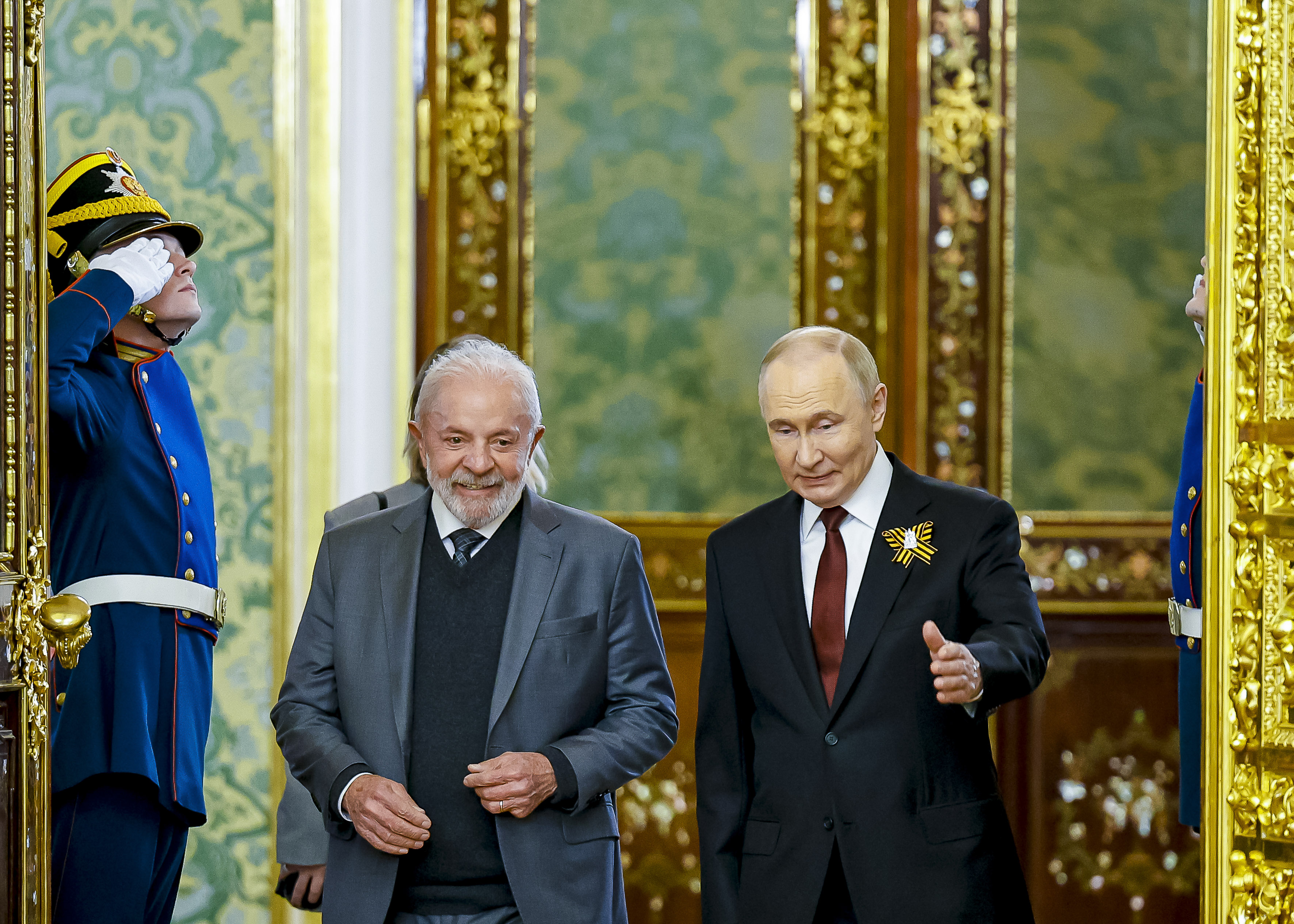
Lula da Silva i Władimir Putin w Moskwie, 9 maja 2025

W maju 2021 oświadczył, że będzie startował w wyborach powszechnych w 2022 roku o trzecią kadencję przeciwko urzędującemu prezydentowi Jairowi Bolsonaro.
W pierwszej turze wyborów z 2 października 2022 zdobył 48,4% głosów, zajmując 1. miejsce spośród 11 kandydatów. Przeszedł do drugiej tury, w której jego konkurentem został ubiegający się o reelekcję Jair Bolsonaro, który zdobył 43,2%. W drugiej turze wyborów z 30 października Lula wygrał wybory, zdobywając 50,9% głosów, pokonując urzędującego prezydenta, który zdobył 49,1% głosów. 1 stycznia 2023 po raz trzeci objął urząd prezydenta Brazylii.

## Odznaczenia i nagrody
Brazylijskie
- Krzyż Wielki Orderu Narodowego Zasługi (2003) – ex officio
- Krzyż Wielki Orderu Zasługi Obronnej (2003) – ex officio
- Krzyż Wielki Orderu Zasługi Marynarskiej (2003) – ex officio
- Krzyż Wielki Orderu Zasługi Wojskowej (2003) – ex officio
- Krzyż Wielki Orderu Zasługi Lotniczej (2003) – ex officio
- Krzyż Wielki Orderu Rio Branco (2003) – ex officio
- Krzyż Wielki Orderu Zasługi Sądownictwa Wojskowego (2003) – ex officio
- Krzyż Złoty Medalu Zasługi Mauá (2003) – ex officio
- Wielki Łańcuch Medalu Konspiracji (Minas Gerais)
- Krzyż Wielki Orderu Zasługi Pracy (2003) – ex officio
- Wielki Łańcuch Orderu Zasługi Sądownictwa Pracy (2003)
- Krzyż Wielki Orderu Zasługi Kulturalnej (2003) – ex officio
- Krzyż Wielki Orderu Zasługi Naukowej (2003) – ex officio

Zagraniczne
- Krzyż Wielki Orderu Zasługi Aperipê (Sergipe)
- Wielki Łańcuch Orderu Kondora Andów (Boliwia, 2007)[19]
- Order Słonia (Dania, 2007)[20]
- Krzyż Wielki Orderu Gwiazdy Równika (Gabon, 2004)[21]
- Honorowy Towarzysz Orderu Gwiazdy Ghany (Ghana, 2005)
- Order of Excellence (Gujana, 2010)[22]
- Łańcuch Orderu Izabeli Katolickiej (Hiszpania, 2003)[23]
- Wielki Łańcuch Orderu Boyacá (Kolumbia, 2005)[24]
- Łańcuch Orderu Orła Azteckiego (Meksyk, 2007)[25]
- Krzyż Wielki z Diamentami Orderu Słońca Peru (Peru, 2003)[26]
- Krzyż Wielki Orderu Zasługi (Norwegia, 2003)
- Wielki Łańcuch Orderu Wolności (Portugalia, 2003)[27]
- Krzyż Wielki Orderu Wieży i Miecza (Portugalia, 2008)[27]
- Order of the Companions of O. R. Tambo I klasy (RPA, 2011)
- Order Księcia Jarosława Mądrego I klasy (Ukraina, 2003)[28]
- Order Wolności (Ukraina, 2009)[29]
- Łańcuch Orderu Orła Zambii (Zambia, 2011)
- Order Amílcara Cabrala I klasy (Republika Zielonego Przylądka, 2004)
- Wielki Łańcuch Orderu Camõesa (Portugalia, 2023)[30]
- Nagroda Księcia Asturii (Hiszpania, 2003)
- Doktorat honorowy Instytutu Nauk Politycznych w Paryżu (2011)
- Nagroda Lecha Wałęsy (2011)[31]